# إيزابيلا هارود
إيزابيلا هارود (بالإنجليزية: Isabella Harwood)‏ (14 يونيو 1837، دورست في المملكة المتحدة - 29 مايو 1888)؛ كاتِبة، كاتبة مسرحية وروائية بريطانية.